# Optofono

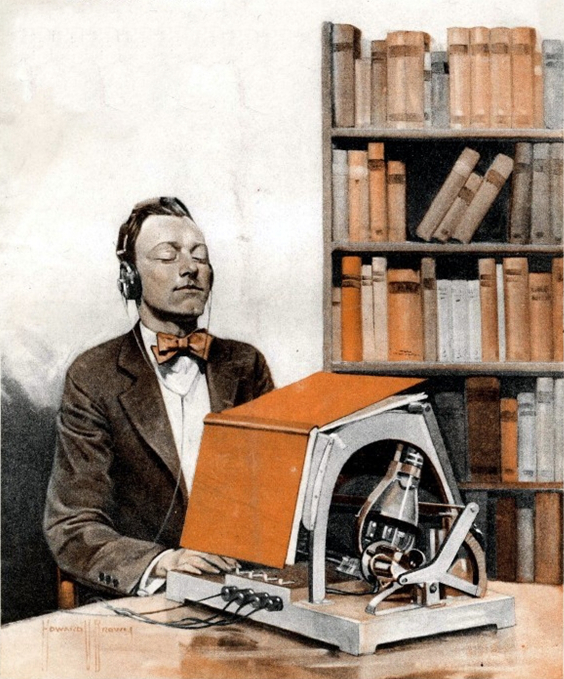
Illustrazione dell'optofono di Fournier d'Albe.

L'optofono (in inglese optophone) è uno strumento in grado di convertire caratteri in suoni per le persone non vedenti. Fu inventato e realizzato per la prima volta nel 1912 dal fisico irlandese Edmund Edward Fournier d'Albe, all'epoca assistente e docente di fisica all'Università di Birmingham.

## Storia

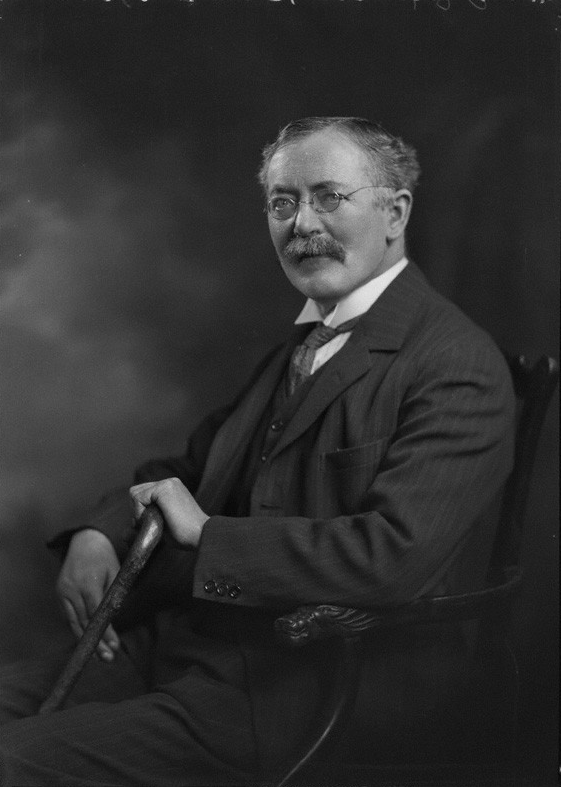
Foto di Edmund Edward Fournier d'Albe.

L'idea di una "macchina da lettura" per i non vedenti è stato descritta da Fournier d'Albe nel 1913. La sua intuizione fu che i materiali fotosensibili, come il selenio, potessero essere utilizzati per rilevare il nero di una stampa e convertirlo in un suono che potesse essere interpretato da una persona non vedente. D'Albe costruì diversi modelli del suo Reading Optophone (optofono per lettura) che convertiva la stampa in una scala di sei toni. Nel 1920 la Barr and Stroud Co. si interessò all'invenzione di Fournier d'Albe aiutandolo nei successivi sviluppi, ed insieme brevettarono l'Optophone per poi realizzarne alcuni esemplari da vendere.
Nel Regno Unito furono prodotti e venduti un piccolo numero di optofoni Barr and Stroud. Il dispositivo era anche noto negli Stati Uniti, dove però non fu mai commercializzato. Non fu un grande successo commerciale; infatti in un'intervista del 1943 Barr e Stroud affermarono: «Abbiamo interrotto la produzione diversi anni fa ed è improbabile che la riprenderemo. L'optofono è stato usato con successo da più persone non vedenti ma era difficile introdurlo a causa della popolarità del sistema braille che era utilizzato dalla maggior parte delle istituzioni».
Nel frattempo anche in Italia vi fu un interesse per le macchine di lettura. All'inizio degli anni venti del XX secolo il prof. Ciro Codelupi di Bologna, docente in scienze fisico-matematiche, brevettò una "macchina da lettura" capace di trasformare le sensazioni luminose in sensazioni tattili. La sua invenzione venne descritta per la prima volta nel secondo numero della rivista italiana La scienza per tutti pubblicata il 15 gennaio del 1921.

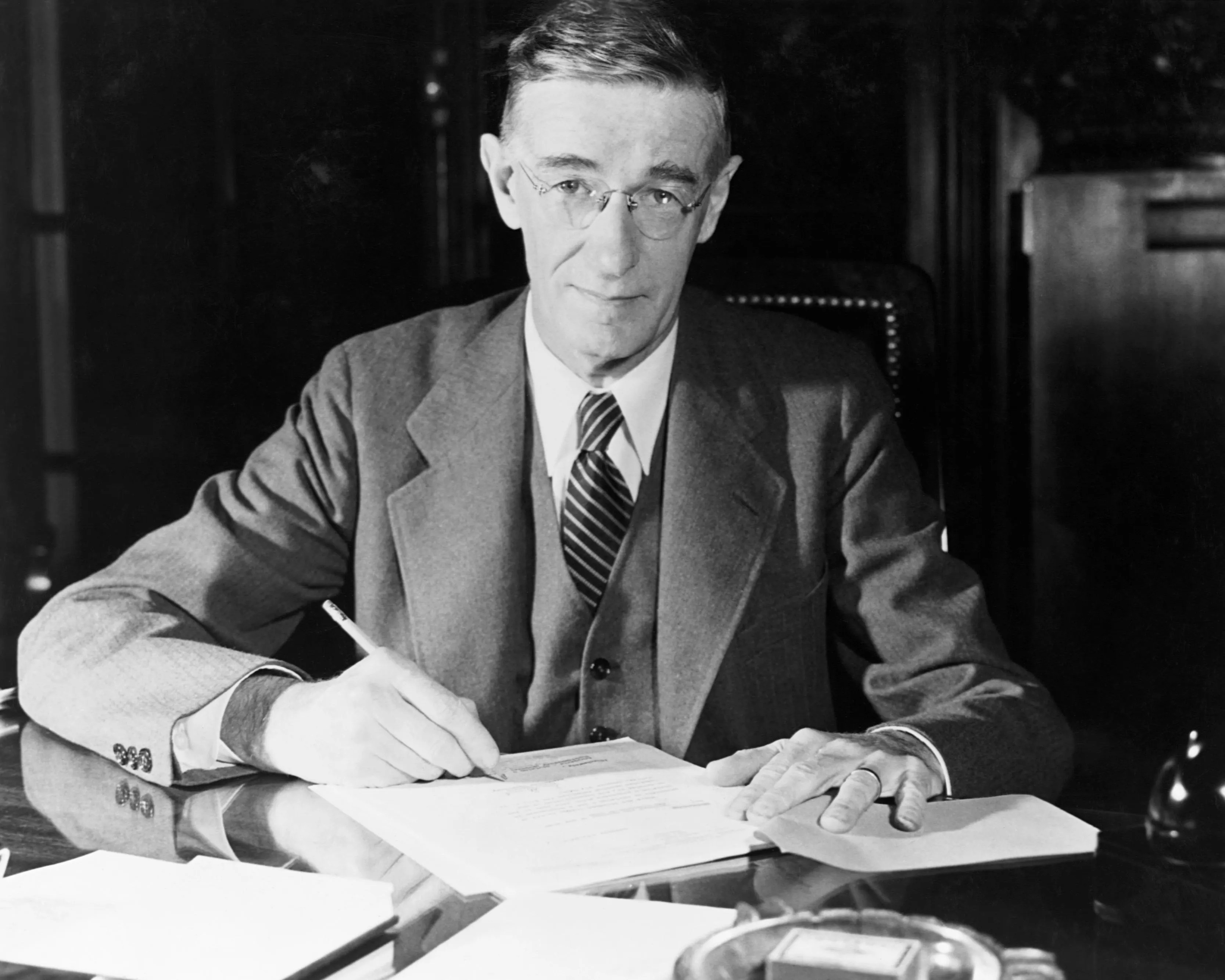
Una foto di Vannevar Bush.

Nel 1943, durante il periodo della guerra, gli scienziati statunitensi Vannevar Bush e Caryl Haskins dell'OSRD – Office of Scientific Research and Development (Ufficio per la ricerca e lo sviluppo scientifico) decisero di indirizzare le risorse di tale ufficio allo sviluppo di tecnologie per aiutare i veterani feriti. Sin dall'inizio il programma mirava al beneficio non solo dei veterani, ma di tutti ciechi americani. Stabilirono il CSD – Committee on Sensory Devices (Comitato dispositivi sensoriali) sotto la presidenza del capitano George Comer, un collega di Vannevar Bush al Carnegie Institution. Il programma era gestito dagli Haskins Laboratories. Nel corso dei successivi 40 anni, sei aziende lavorarono per sviluppare "macchine da lettura" per non vedenti, con vari tipi di sostegno del governo federale. Questo sforzo servì, oltre che al miglioramento sociale per le persone con disabilità, anche a sensibilizzare il governo ad impegnarsi nel campo delle tecnologie assistive. Oltre al suo ruolo di gestione, Haskins condusse personalmente la ricerca verso lo sviluppo della macchina di lettura cercando di sviluppare il dispositivo FM-Slit System gettando le basi sulla ricerca iniziale. Allo stesso tempo la RCA, sotto l'auspicio dell'OSRD, stava lavorando per sviluppare un dispositivo migliore denominato A-2 Reader. Gli Haskins Laboratories avviarono una ricerca articolata nel contesto informatico del discorso che avrebbe fornito le basi per i successivi sintetizzatori vocali per controllare i computer. Iniziarono a focalizzarsi sui dispositivi a "traduzione diretta" lasciando cadere lo sviluppo del dispositivo FM-Slit System e la scoraggiante innovazione dell'A-2 Reader'. Alla fine della guerra la RCA lavorò su un prototipo di macchina in grado di riconoscere le lettere e pronunciare parole, della quale fu costruito un solo prototipo. Con la smobilitazione dell'OSRD, questi primi programmi di ricerca si fermarono, anche se gli Haskins Laboratories continuarono la ricerca sul riconoscimento vocale e la generazione di sintesi vocale con il patrocinio della Carnegie Corporation e il Dipartimento della Difesa degli Stati Uniti.
Nel 1948, un ricercatore di nome Eugene F. Murphy entrò a far parte del "dipartimento degli Affari dei Veterani degli Stati Uniti d'America: Amministrazione veterani" come vicedirettore di ricerca della PSAS – Prosthetic and Sensory Aids Service (Servizio di aiuto per protesi e sensori). Murphy pensò che lo sviluppo della macchina di lettura doveva essere ripresa. Pensò anche che fosse prematuro abbandonare la A- 2 Reader. Nel 1957 riavviò il programma di Vannevar Bush interrotto alla fine della guerra. Murphy lavorò ininterrottamente per ventuno anni sullo sviluppo di "macchine da lettura" per i non vedenti. Estese il campo di applicazione per la ricerca incaricando i laboratori Haskins, Battelle, e Mauch di lavorare con la Veterans Administration in un programma articolato su tre fronti. Battelle Memorial Institute fu finanziato per sviluppare un optofono migliore. I due fisici, Caryl Haskins e Franklin S. Cooper, fondatori della Haskins Laboratories ebbe il compito di condurre una ricerca verso l'innovazione di un eventuale "macchina da lettura" a sintesi vocale. Mauch laboratori fu incaricato di lavorare su un dispositivo intermedio, denominato spelled-speech, capace di convertire lettere in suoni vocali, dove i suoni erano correlati alle lettere. Murphy coinvolse nel progetto anche delle persone non vedenti, cosa che non era stata fatta durante la guerra. Istituì anche una comunità di ricerca sulle" macchine da lettura" che avrebbe fornito agli sviluppatori un luogo di incontro comune per un dibattito. Nonostante i suoi sforzi, alla fine il programma PSAS fallì nel suo progetto di innovazione per le "macchine da lettura" per non vedenti, nonostante furono sviluppati diversi prototipi funzionanti.
Lavorando a stretto contatto con la comunità di ricerca della macchina di lettura, gli ingegneri Jim Bliss e John Linvill dello Stanford Research Institute condussero una ricerca nel campo della percezione tattile e la progettazione di circuiti per il controllo di stimolatori tattili. In seguito svilupparono l'Optacon, una "macchina da lettura" che convertiva la stampa in un segnale tattile, muovendo dei perni in rilievo disposti in una matrice, non appena i caratteri attraversavano un segnale ad onda quadra. All'inizio non riuscirono a ottenere il sostegno finanziario dalla PSAS, ma alla fine lavorando con studenti non vedenti si garantirono i fondi nel 1968, dalla neo-costituita BEH – Bureau of Education for the Handicapped (Ufficio della pubblica istruzione per disabili). Nel 1971, fondarono una società, Telesensory Systems Inc., per produrre l'Optacon. Furono venduti oltre 12.000 dispositivi fino al 1990 al prezzo di circa 3000 dollari ciascuno.
Nel 1975, un inventore americano, Raymond Kurzweil, pur non avendo nessun collegamento e contatto con la comunità di ricerca della "macchina da lettura", raccolse dei fondi facendo investire nel suo progetto amici, parenti e uno sponsor. Quando lo sponsor ritirò il suo sostegno, Kurzweil cercò aiuto dalla NFB – National Federation of the Blind (Federazione nazionale dei non vedenti) riuscendo a sviluppare, nel giro di quattro anni, una "macchina da lettura" a sintesi vocale. Kurzweil basandosi sul suo talento in programmazione di computer e sulla propria esperienza nel campo di apprendimento automatico, sviluppò una "macchina da lettura" basata su di un software. Nel 1978 la Kurzweil Reading Machine venne immessa sul mercato e fino al 1990 ne vennero vendute oltre 4.000 unità ad un prezzo che oscillava fra i 12.000 e i 30.000 dollari. Telesensory Systems e Kurzweil rimasero da soli nel settore delle "macchine da lettura" fino alla fine del 1980, quando l'avanzata tecnologia dei microcomputer portò nuovi concorrenti nel campo. Il programma di ricerca inaugurato dalla PSAS fu abbandonato definitivamente nel 1978, di fronte al successo di Telesensory Systems e Kurzweil.
Questi avvenimenti storici ci hanno insegnato che gli sviluppatori di tecnologia devono cercare di integrare la "conoscenza sociale" nelle loro pratiche di sviluppo prima dell'innovazione e la creazione di un mercato. Infatti un innovatore di successo, nella fase iniziale, cerca la "conoscenza" nei lettori non vedenti che sistematicamente perseguivano l'innovazione; stabilivano un progetto attraverso uno sviluppo iterativo sulla conoscenza sociale, nonché quella scientifica e ingegneristica; comprendevano la loro prassi di sviluppo tecnologico in modo del tutto diverso dall'approccio lineare, implicitamente adottato nelle pratiche degli sviluppatori che hanno fallito.

## Optofono di Fournier d'Albe
Il Dott. d'Albe fu ispirato dal Fotofono di Graham Bell che permetteva la produzione diretta o indiretta di suoni dovuti all'incidenza della luce. Fu così che si dedicò a realizzare un dispositivo capace di sostituire il senso della vista con il senso dell'udito, utilizzabile dai non vedenti per poter distinguere luci o oggetti luminosi mediante l'orecchio. Successivamente perfezionò la sua invenzione costruendone molti modelli via via più efficaci fino a permettere ai non vedenti di poter «leggere a orecchio» un normale libro.

### Optofono per lettura
Nel 1912 descrisse uno strumento che ha permesso a persone non vedenti di individuare luci o oggetti luminosi mediante il senso dell'udito, e di scoprire ombre intercettando la luce. Questo risultato fu ottenuto mettendo due preparazioni di selenio in due rami di un ponte di Wheatstone, il quale inviava la corrente galvanica all'interno di un telefono. Il flusso della corrente veniva bloccato da un interruttore ad intermittenza. Uno svantaggio del metodo era che l'azione della luce non era istantanea.
Questo inconveniente fu eliminato nell'optofono da lettura (reading optophone) descritto nel 1913. Il segnale sonoro telefonico veniva prodotta dalla luce intermittente alle varie frequenze musicali e utilizzando 8 di queste frequenze, emesse da punti disposti in fila, si constatò che era possibile leggere lettere trasparenti alte circa 5 cm, imparando a riconoscere il caratteristico suono di ogni lettera. Al fine di adattare lo strumento sperimentale per la lettura di caratteri stampati mediante l'orecchio, erano necessarie tre ulteriori modifiche: 
1. La lunghezza della linea di punti luminosi doveva essere ridotto da 5 cm a circa 1,5 mm, la dimensione della stampa ordinaria;
2. La luce doveva essere utilizzato dopo la riflessione diffusa dalla superficie stampata;
3. La sensibilità del dispositivo telefonico doveva (come conseguenza) essere notevolmente aumentata.

Con queste modifiche apportate e con un po' pratica, le persone totalmente non vedenti, avrebbero potuto leggere libri ordinari e quotidiani attraverso il senso dell'udito.

### Optofono per lettura caratteri
Era composto da un piccolo disco sirena S, illuminato da una lampadina a filamento rettilineo di Nernst N; una disposizione ottica per proiettare un'immagine della linea di punti luminosi forniti dal disco rotante sopra il carattere da leggere; due preparati di selenio o antimonite collegati in due rami di un ponte di Wheatstone ed esposti alla luce riflessa dal carattere; un ripetitore telefonico Brown collegato al ponte; e il ricevitore usato per la lettura.
La disposizione ottica era costituito da un prisma ad angolo retto che dirigeva il fascio orizzontale di luce proveniente dal disco sirena verso l'alto attraverso la lente grandangolare P alla piccola apertura H nella lastra piana sulla quale era disposto il testo con la faccia verso il basso. Il piano focale della linea di punti coincideva con la superficie superiore della lastra e con il foglio stampato.
Il ponte al selenio era collocato il più vicino possibile alla stampa, ed era forato per consentire il passaggio della luce incidente.
Il disco sirena era azionato da un motore elettrico o un treno di ruote azionate da un peso. La costanza della velocità era auspicabile, ma non indispensabile.
Quando tutto questo era pronto, e un foglio stampato veniva fatto passare sulla lastra, il suono al massimo volume veniva udito nel telefono quando la carta esposta era bianca, e al minimo quando era nera. Il suono effettivo ascoltato dipendeva dalla forma della lettera. La piccola linea di punti, lunga 1,5 mm, era fatta per illuminare ogni lettera una per volta, la stampa veniva spostata stabilmente, nella direzione della linea di stampa, che era perpendicolare alla linea luminosa di punti. La stampa veniva regolata in modo che la linea di punti copriva solo l'altezza massima del carattere utilizzato. I punti dovevano essere almeno in numero di otto, sei per il corpo della lettera, che copriva l'intera altezza di tali lettere come a ed f, e un punto ciascuno per la parte superiore di tali lettere come f e k e per la porzione inferiore di tali lettere come p e g .
La nota di ciascun punto doveva essere scelta in modo da facilitare il riconoscimento della sua omissione (non la sua presenza, come nel caso del "reading optophone" precedentemente descritto). Buoni risultati furono ottenuti con un insieme di note con cui si potevano ottenere entrambi concordanze e discordanze, secondo le lettere esposte. Tale serie di note era la seguente: g c' d' è g' b' c' e'. Ma diverse disposizioni potevano soddisfare diverse orecchie.
Un semplice dispositivo di focalizzazione consentiva all'operatore di modificare la lunghezza della linea di punti, e così adattarlo a diverse misure di caratteri.
Era essenziale, leggendo una riga di testo, l'allineamento perfetto. Questo era assicurato da un dispositivo scorrevole sulla lastra di lettura.

### Optofono della ditta Barr and Stroud Co.
Negli anni successivi il Dott. D'Albe, in collaborazione con due noti costruttori di strumenti ottici dell'epoca, Archibald Barr e William Stroud, perfezionò notevolmente l'optofono. Il nuovo dispositivo permetteva ai ciechi di leggere i caratteri stampati ordinari con l'unico limite che la persona che ne faceva uso doveva avere un buon orecchio musicale per afferrare le combinazioni dei toni emessi dallo strumento e tradurli in lettura. Una piccola parte di questi nuovi dispositivi furono fabbricati e commercializzati nel Regno Unito dall'impresa Barr and Stroud Co. Sebbene erano conosciuti anche negli USA, li non vennero commercializzati. Una prima descrizione dello strumento fu pubblicata la prima volta il 5 giugno del 1920 dal settimanale scientifico londinese Nature
Il principio di funzionamento è spiegato nella fig. 1. Il disco D veniva fatto ruotare alla velocità di 30 giri al minuto da un piccolo motore elettromagnetico. Il disco era provvisto di fori quadrati disposti in cinque giri concentrici. Il giro più interno aveva 24 fori, il più esterno 48. Gli altri giri avevano un numero intermedio di fori corrispondenti alla relativa frequenza di certe note della scala diatonica.
La lampadina a siluro L mandava un raggio di luce radiale e proiettava l'immagine del suo filamento sullo stampato attraverso un sistema di tre lenti sull'altro lato della tavoletta di selenio. L'asse della lente concavo-convessa C era leggermente spostato da quello delle altre lenti e ciò per una ragione particolare che spiegheremo più innanzi.
Il risultato generale di questo sistema ottico era di proiettare sullo stampato una linea di punti luminosi ciascuno dei quali aveva una differente frequenza musicale. La luce di questi punti veniva riflessa diffusamente sulla tavoletta di selenio che era posta in circuito con una batteria elettrica ed un ricevitore telefonico ad alta resistenza. I punti luminosi che cadevano sulla parte non stampata e quindi bianca delle righe producevano una nota della loro frequenza musicale nel telefono mentre quelli che cadevano sullo stampato e cioè sulla parte nera erano per così dire estinti.
Si otteneva così quello che si chiamava «optofono a suono bianco» per il quale le lettere stampate venivano lette per mezzo delle note omesse dalla scala diatonica invece che dalle note che l'orecchio percepiva. Le esperienze fatte all'epoca con questo optofono diedero i risultati più soddisfacenti. L'inventore stesso di questo strumento si impegnò a trasformarlo in un optofono in cui i suoni corrispondevano alle lettere stesse e cioè alla parte oscura delle righe stampate.
Una modifica di questo principio, introdotto da Barr e Stroud, si otteneva mediante l'aggiunta di un'asta cilindrica di selenio della quale vediamo in figura l'estremità superiore B. Questa asta riceveva la luce riflessa dalla superficie concava della lente C  la quale produceva un'immagine reale della linea di punti luminosi su di un generatore dell'asta cilindrica. Facendo ruotare l'asta intorno al suo asse si poteva a piacimento rendere più o meno forte la riflessione luminosa. Controbilanciando l'effetto di B e quello di S quando la parte bianca delle righe da leggersi era esposta, si poteva produrre un silenzio nel telefono, e il passaggio di una lettera nera aveva per effetto quello di produrre un suono che variava a seconda della formazione della lettera. Questa era la struttura di quello che potrebbe essere denominato l'«optofono a suono nero». Benché quest'ultimo tipo non era ancora stato testato, non vi era dubbio alcuno intorno alla maggiore facilità dell'apprendimento dell'alfabeto fonico fondato su questo nuovo principio.
La struttura adottata dai due costruttori di Glasgovo è mostrata a fig. 2. Qui, il disco, la lampadina, le lenti e il selenio come pure il motore erano montate in modo da poter essere spostati a destra per la lettura di una riga, e ciò per mezzo della manovella H. Il tutto poi ritornava a sinistra con un moto lento e uniforme regolato dall'ingranaggio W che spingeva una rotella a palette inserita in un liquido viscoso. Questa rotella poteva essere inserita più o meno profondamente nel liquido dal dado regolatore R e il movimento si poteva variare a piacimento in modo che, a seconda del grado di abilità del lettore cieco, una riga veniva letta in un tempo variante da cinque secondi a cinque minuti. Quando una riga era letta veniva posta in fuoco l'altra, dall'asta C che funzionava in modo analogo a quello del meccanismo per il cambiamento di riga nelle macchine da scrivere.
La lampadina a siluro era inserita nel punto L tenuta da un clip a molla da dove poteva essere rimossa per la sostituzione, dallo stesso lettore cieco. Il bilanciere era inserito nel punto B e poteva essere messo in opera dalla piccola manovella, visibile nella figura.
La fig. 3 mostra l'apparato completo col leggio provvisto di un libro. Come già accennato, l'operatore dell'optofono leggeva per mezzo dei toni e delle combinazioni di toni annessi dal ricevitore telefonico. I numeri dei fori nel disco sonoro erano in proporzione alle note G, C', D', E', G' (sol, do, re, mi, sol).
Il punto luminoso corrispondente a G basso cadeva sul punto più basso delle lettere discendenti j, p, y, ecc. Il G' alto cadeva sul punito più alto delle maiuscole e delle lettere ascendenti. I fori dei tre giri intermedi si proiettavano sulle lettere medie.
In pratica si osservava che col nuovo tipo di questo apparato i vari aggiustamenti per la misura delle lettere, la lunghezza delle righe, e gli intervalli delle medesime venivano fatti con grande facilità dai non vedenti e che lo strumento malgrado la delicatezza delle sue parti rimaneva in uso a lungo senza che si verificasse il minimo guasto. In quanto alla velocità di lettura venne portato l'esempio di una cieca, la signorina Mary Maesott, che riuscì a leggere con l'optofono 25 parole al minuto. Ad ogni modo il cosiddetto orecchio musicale era una qualità assolutamente necessaria per il cieco che doveva fare uso di questo optofono.

## La macchina per leggere di Ciro Codelupi
La macchina per leggere per i non vedenti del prof. Codelupi permetteva di trasformare le sensazioni luminose in sensazioni tattili. La persona non vedente poteva così leggere qualunque scrittura, musica e disegni in bianco e nero, sia stampati che a mano.
Il ricevitore è costituito da un complesso ottico che proietta l'immagine di qualunque scritto, posto a determinata distanza e convenientemente illuminato, sulla parte anteriore del ricevitore costituito di una serie discontinua di cristalli di selenio che servono di congiunzione a tante coppie di conduttori metallici, che formano da un lato dei piccoli rocchetti di induzione, aventi le estremità in comunicazione coi reofori di un generatore di corrente elettrica, tali rocchetti coi rispettivi nuclei formano la parte anteriore del trasformatore.
Si sa che il selenio che si trova in commercio allo stato vitreo e di colore bruno scuro non è buon conduttore della elettricità, ma se si scalda fino a fonderlo e lo si mantiene per un certo tempo alla temperatura di circa 200° si trasforma in una massa a struttura cristallina e in questo stato diventa negli strati superficiali un buon conduttore, specialmente sotto l'azione dei raggi giallo-verdastri della luce.
Per usufruire di tale proprietà si costruisce il ricevitore interponendo fra una serie di lastrine metalliche parallele, in comunicazione con uno dei poli del generatore, tanti fili di rame isolato, che individualmente fanno capo a ciascun rocchetto di induzione.
Spianata la faccia anteriore del ricevitore, si scalda ad una temperatura tale che. strofinando la parete con un pezzo di selenio vetroso, questo fonda formando una superficie negli interstizi fra fili e lastrine; riscaldando il tutto, si trasformerà il selenio da vetroso in cristallino. Si leviga poscia la superfìcie anteriore in modo da mettere a nudo i fili e le lastre e da ottenere una parte piana.
Ciascun elemento del trasformatore è costituito di uno di tali rocchetti e di una molla antagonista che funziona da relais pel passaggio della corrente in un rocchetto primario che ha l'ufficio di spostare un'asticina verticale che fa capo ad un piano orizzontale. Il numero dei rocchetti primari corrisponde a quello degli elementi del trasformatore ed è in corrispondenza con altrettante asticine, il cui assieme costituisce il piano orizzontale.
Il sistema ottico, regolabile a seconda delle dimensioni della scrittura, produce sulla parte anteriore del ricevitore una immagine ingrandita e perciò comprendente diversi elementi di questo dimodoché ogni lettera od ogni nota musicale agisce sopra parecchi rocchetti del circuito primario dando luogo ad un rilievo continuo, anche se qualche elemento del ricevitore è parzialmente illuminato.
Poiché la resistenza elettrica del selenio è funzione della intensità della luce che lo colpisce, regolando preventivamente la resistenza dei rocchetti elementari e l'intensità della corrente, questi lasceranno passare la corrente elettrica dove i cristalli di selenio presenteranno minore resistenza e dì conseguenza funzioneranno i rispettivi rocchetti primari, determinando sull piano orizzontale dei rilievi la cui continuità corrisponde all'immagine delle zone che non riflettono la luce, cioè alle parti nere di una scrittura.
Con tale dispositivo le impressioni luminose possono essere trasformate in impressioni tattili.»
( Macchina per leggere pei ciechi (PDF), in La scienza per tutti, Anno XXVIII, n. 2, Milano, Casa Editrice Sozogno, 15 gennaio 1921,  p. 20.)

## FM-Slit System di Haskins Laboratory

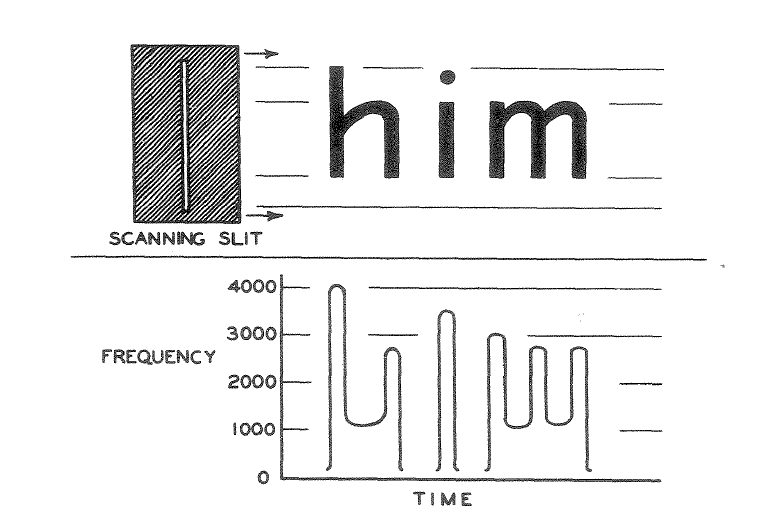
Tono generato dal FM-Slit System

Fra il 1944 e il 1945 l'istituto di ricerca, no profit, Haskins Laboratory iniziarono a sperimentare un sistema denominato FM-Slit System (sistema FM-fessura).
Il prototipo produceva un tono singolo sinusoidale modulato da un intervallo di frequenze tra 100 e 4.000 Hertz a seconda della quantità totale di luce incidente su di una fotocellula e che si rifletteva attraverso una stretta fessura verticale. Così, come una sonda si spostava attraverso un carattere veniva generata una caratteristica, nota singola "sintonizzata" che era molto più semplice del segnale dell'optofono a sei toni, ma che non aveva alcun rapporto diretto con la forma della lettera. Il gruppo di ricerca utilizzo il suo simulatore per testare diverse configurazioni a fessura; la modulazione di diverse forme d'onda; la prestazione di toni multipli (come nell'optofono); la produzione di consonanti come fischi e clic basato sui tratti ascendenti e discendenti delle lettere b, d, f, g, h, j, k, l, p, q, t.  Il semplice FM-Slit System fornì un risultato paragonabile a qualsiasi altro dispositivo, tuttavia, i risultati complessivi furono deludenti. Dopo la ricerca di un anno, Haskins Laboratories riferirono alla Committee on Sensory Devices (Comitato dei dispositivi sensoriali) : «In generale , nessuna di queste tecniche di conversione diretta dei caratteri stampati, lettera per lettera, sembra essere molto promettente , e il dottor Cooper sta valutando di testare altre possibili metodi che comportano la formazione di modelli di parola , il riconoscimento di modelli stampati e conseguente la produzione di suono dalle sembianze di un linguaggio»

## A-2 Reader di RCA Laboratory

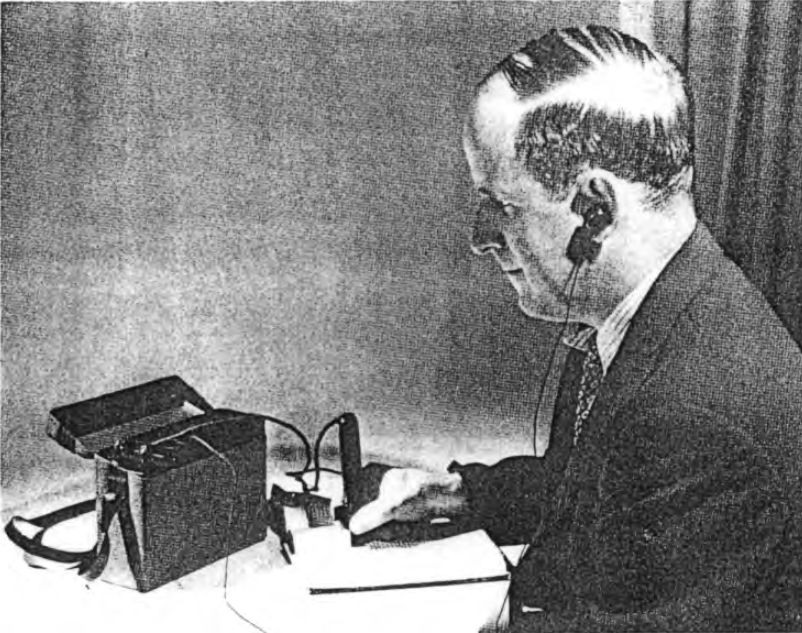
Un operatore mentre utilizzava l'A-2 Reader

Nello stesso periodo della sperimentazione fatte dalla Haskins Laboratory anche la ditta statunitense RCA iniziò i suoi esperimenti nel campo realizzando il suo prototipo A-2 Reader . Il dispositivo era costituito da una sonda cilindrica portatile dal diametro di 3/4 di pollice e 6 cm di lunghezza. La sonda era attaccata con un cavo ad una scatola, simile ad una radio, che conteneva il circuito che era collegato ad un alimentatore e di una cuffia indossata dall'utilizzatore. La sonda veniva disposta a 90° gradi rispetto al foglio carta, che era un negativo fotografico approssimativamente di circa 20 caratteri. All'interno della sonda vi era un fototubo, un amplificatore a due stadi, un oscillatore 30 Hz, e tutti gli elementi ottici.
Il sistema usava una tecnica di scansione continua. Un singolo fascio di luce veniva diretto da uno specchio vibrante, dalla cima alla base di una riga di stampa ad una velocità di 30 Hz. Un oscillatore, generatore di frequenze udibili da 300 a 4000 Hz, era accoppiato magneticamente allo specchio vibrante, così i suoi toni variavano in sincronia con lo specchio. Il tono era così relazionato alla posizione verticale del fascio di luce. Infine un conduttore di luce trasmetteva la luce riflessa ad un fototubo, che generava una piccola corrente elettrica che a sua volta veniva amplificata mediante tubi a vuoto in tre stadi. La corrente risultante generava in uscita un segnale acustico per l'auricolare.
Anche Haskins Laboratories durante i propri esperimenti, per fare un confronto con l'FM-Slit System, testò l'A-2 Reader: uno dei dipendenti fu addestrato a utilizzare il dispositivo, con risultati davvero sorprendenti.

## Optofono di Battelle Memorial Institute

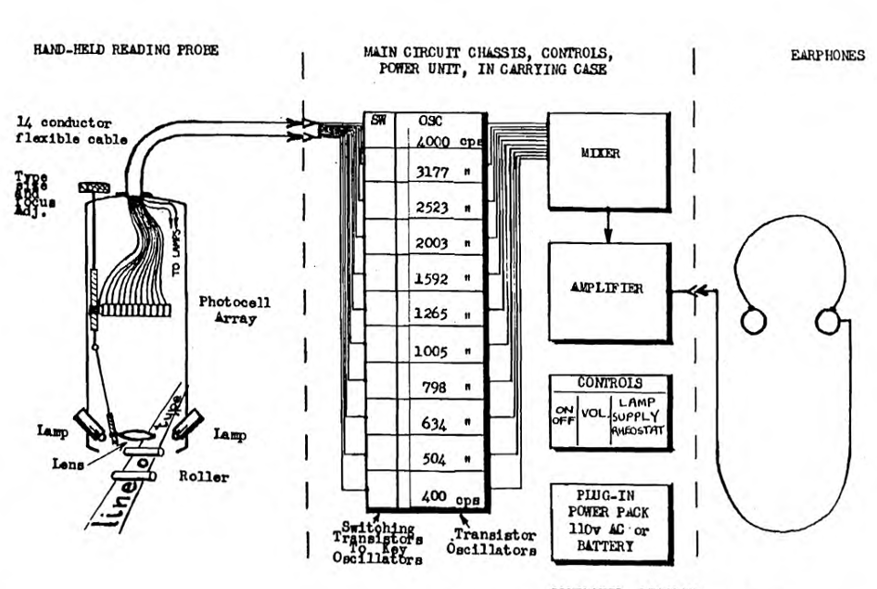
Diagramma a schemi dell'Optofono di Battelle

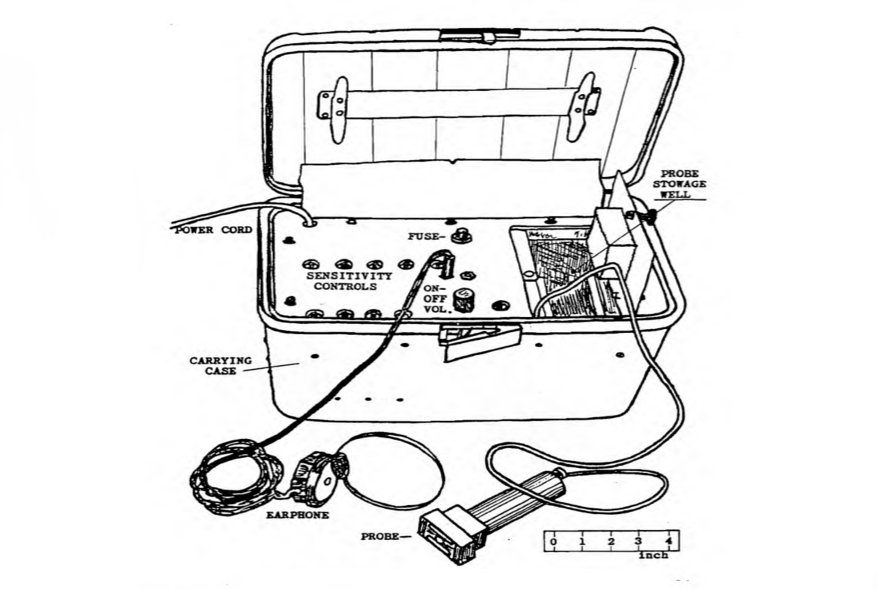
Illustrazione di un Optofono Battelle Modello D

Nel 1957 durante la quarta conferenza sulle Reading Machine fu stabilito che il Prosthetic and Sensory Aids Service (Comitato dei dispositivi sensoriali) fosse incaricato di migliorare l'A-2 Reader della RCA, con la raccomandazione che il nuovo prototipo fosse progettato e realizzato per una valutazione psicologica. Il progetto consisteva nel migliorare l'A-2 Reader con l'uso di transistor e fotodiodi a semiconduttore sostituendo i vecchi tubi a vuoto e fototubi. Il comitato commissionò il piano di sviluppo al Battelle Memorial Institute.
Il team di progettazione scelse di impiegare toni discreti, pensati per essere di facile interpretazione. La scansione verticale fu resa inutile grazie all'uso di più fotodiodi uno per ciascun tono da generare. I progressi nella progettazione di fotocellule permise l'uso di cellule in miniatura chiamato fotodiodi, in una matrice verticale, uno per tono. L'uso di una singola cellula fotoelettrica (un ponte selenio nell'optofono di Fournier e un fototubo nell'A- 2 Reader) avevano imposto la necessità sia di far oscillare la luce incidente (optofono di Fournier) oppure di sincronizzare la scansione verticale con un oscillatore variabile (A-2 Reader), in modo tale da generare un campo associato all'altezza verticale della riga da scansionare. L'utilizzo da parte di Battelle di una matrice verticale di rivelatori a fotodiodo, ciascuno legato ad un oscillatore a transistor, fornirono un modo semplice per associare le informazioni su posizione verticale ad un tono, eliminando qualsiasi forma d'onda associata con la scansione verticale. Con l'ausilio di nove toni invece di sei, la Battelle sperava di soddisfare l'esigenza di più informazioni sulla parte centrale di una riga. Altri due toni furono i aggiunti (complessivamente 11) come avvertimento nel caso la sonda si allontanava dalla riga di stampa. Due lampade semplici fornivano un'illuminazione uniforme e una lente, disponibili in commercio, proiettava la luce riflessa dalla pagina sulla matrice del rivelatore. Una semplice manopola zigrinata era prevista per la messa a fuoco e l'ingrandimento. Le variazioni di corrente in una fotocellula, dovuti alla presenza o assenza della luce riflessa, modificavano l'impedenza in un transistor di commutazione. Questo, a sua volta, permetteva o inibiva l'oscillazione da parte dell'oscillatore a transistor fissato a una determinata frequenza corrispondente alla posizione verticale del fotodiodo. L'uscita degli undici oscillatori veniva filtrata, amplificata e inviata ad una cuffia indossata dal lettore. Il dispositivo veniva controllato da tre switch: on/off, il volume e un potenziometro per regolare l'intensità della lampada. Durante la relazione Battelle non ci fu nessun coinvolgimento delle persone non vedenti nella fase di progettazione. Successivamente alla realizzazione il prototipo venne testato su dieci studenti della Scuola per ciechi di Ohio e due adulti non vedenti ed i risultati furono deludenti: solo 1-3 parole al minuto. Tuttavia tutti i partecipanti espressero il desiderio di continuare a lavorare con la macchina di lettura. Si aspettavano di raggiungere una velocità di lettura di circa 30 parole al minuto, e dissero che sarebbero stati disposti a pagare tra $100 e $500 per il dispositivo.

## Mauch Laboratory
Eugene F. Murphy della VV – Veterans Administration (Amministrazione veterani) diede a Mauch il compito di sviluppare un'avanzata "macchina da lettura" per uso domestico, che doveva essere più facile da imparare e veloce da usare rispetto all optofono di Battelle. In un primo momento Mauch cercò di fabbricare un dispositivo capace di generare suoni simili al linguaggio in funzione della forma della lettera, come raccomandato da Franklin S. Cooper.Quando questo approccio non riuscì, Mauch progettò un secondo prototipo creando una lingua artificiale riproducendo fonemi registrati in base alla forma delle lettere, ma anche questo progetto fallì. Ci fu un terzo tentativo che consisteva in una macchina riconoscimento che impiegava lo spelled-speech di Milton Metfessel. Alcuni problemi con le prestazioni di questo dispositivo portarono Mauch a fabbricare una sonda manuale che permetteva all'utente non vedente di allineare con precisione lo scanner e quindi migliorare il tasso di riconoscimento del dispositivo. Per la sonda si poteva anche regolare una soglia per inibire l'approccio spelled-speech, fornendo un mezzo per interpretare caratteri come numeri e segni di punteggiatura che non presenti nell alfabeto dello spelled-speech.

### Cognodictor
Tra il 1961 e il 1968, il lavoro di Mauch era limitato solo al banco di prova. Nel 1969, finalmente riuscì a consegnare alla VV, il primo prototipo di "macchina da lettura" basato sul sistema Spelled-Speach, per le prime valutazioni. Questo prototipo concreto di prova, che Mauch chiamò Cognodictor, fu preceduto da due modelli da banco, costruiti con circuiti logici e di elaborazione che Mauch denominò Recognition Prototype (Prototipo di riconoscimento) e Recognition Prototype II , fabbricati rispettivamente nel tardo 1964 e nel 1967.
Dal 1963 in poi Mauch costruì e sperimentò con uno scanner innovativo dotato di una matrice bidimensionale, una sintetizzatore di parole in grado di muovere 32 nastri preregistrati di suoni Spelled-Speech e un circuito logico che collega i due. Il circuito logico impiegava un codice a cinque bit per l'attivazione fino a 32 stati del sintetizzatore, tra cui no output .Al fine di limitare la complessità e i costi di progettazione e garantire una fattibilità per uso domestico, Mauch riteneva che fosse necessario limitare l'uscita del dispositivo a 32 stati e rinunciare a funzioni automatizzare come lo scanner. Questi vincoli di progettazione
richiedeva che fosso trovato un metodo per l'utente per allineare la pagina e distinguere dove si trovava il testo sul foglio. L'utente doveva spostare manualmente lo scanner. Il lettore doveva anche avere la possibilità di interpretare numeri e altri simboli stampati, in eccesso di ventisei caratteri alfabetici, più un massimo di altri cinque. Inoltre, lo scanner bidimensionale richiedeva un allineamento preciso per il riconoscimento del carattere stampato. Se lo scanner fosse stato fuori allineamento con la stampa, allora la griglia di luce e buio sulle fotocellule si discostava dal modello di riconoscimento programmato.

### Visotactor
Nel 1964, Mauch propose lo sviluppo di due nuovi sistemi. Immaginò una sonda portatile, che chiamò  Visotactor, la quale conteneva una schiera lineare di otto fotocellule, in aggiunta alla matrice bidimensionale che comandava i circuiti logici. Queste fotocellule comandavano otto stimolatori, due su ciascuna delle dita della mano destra dell'utente. Secondo il concetto di Mauch, questi modelli tattili potevano essere utilizzati dal lettore per eseguire la scansione della pagina e trovare il testo su di essa. I modelli potevano anche essere utilizzati per interpretare i numeri, segni di punteggiatura e altri simboli scritti oltre le 26 lettere dell'alfabeto. il Visotactor era, in effetti, una optopono a otto canali con un'uscita tattile. Mauch divise lo sviluppo del Visotactor in due fasi: il primo ad essere realizzato fu il Visotactor B , che conteneva solo le fotocellule e circuiti necessaria per l'utilizzo a mano; a seguire il Visotactor A che doveva eseguire tutte le funzioni del modello B e guidare anche un prototipo di circuito logico di riconoscimento.

### Visotoner
Nello stesso anno, Mauch annunciò che in corso anche la fabbricazione del Visotoner sostituendo un "codice optofonico" al "codice tattile" del Visotactor. Sviluppò anche un accessorio denominato Colineator, uno strumento d'aiuto che era un rivelatore di precisione per guidare un utente non vedente a spostare il Visotactor

### Stereotoner
Mauch prese ispirazione per un nuovo progetto da un rapporto di Sanford Fideldel del 1970, che ha dimostrò che i toni stereofonici potevano essere generati allo scopo di produrre la sensazione di segnali che si trovano in vari punti nella testa dell'ascoltatore. Il niovo dispositivo per ovvie ragioni lo chiamò Stereotoner. Il prototipo fu completato nella primavera del 1972. Vennero incorporati diversi miglioramenti tecnici del Visotoner. La lampada di illuminazione consumava solo un sesto della potenza, e le pile erano buone per 8 o 9 ore di funzionamento. Il funzionamento binaurale fece decidere a Mauch di dividere il sistema compatto, che pesava poco più di un chilo, in due scatole. Una che era indossata come una collana, contenente l'alimentatore, il generatore di suoni e gran parte dei circuiti ed i controlli di base. Era collegato alla sonda ottica con un cavo schermato e alle orecchie dell'utilizzatore da auricolari stereofonici. L'altra scatola conteneva la sonda ottica, la matrice di rivelatori e i controlli per il loro adeguamento. Entro l'inizio del 1973, Mauch fabbricò tre prototipi di seconda generazione, e si stava preparando a realizzare 100 "modelli di produzione", dei quali 65 furono impegnati per uno studio di valutazione congiunta, della Veterans Administration and dalla National Academy of Sciences.

## Optacon di Telesensory Systems Inc.

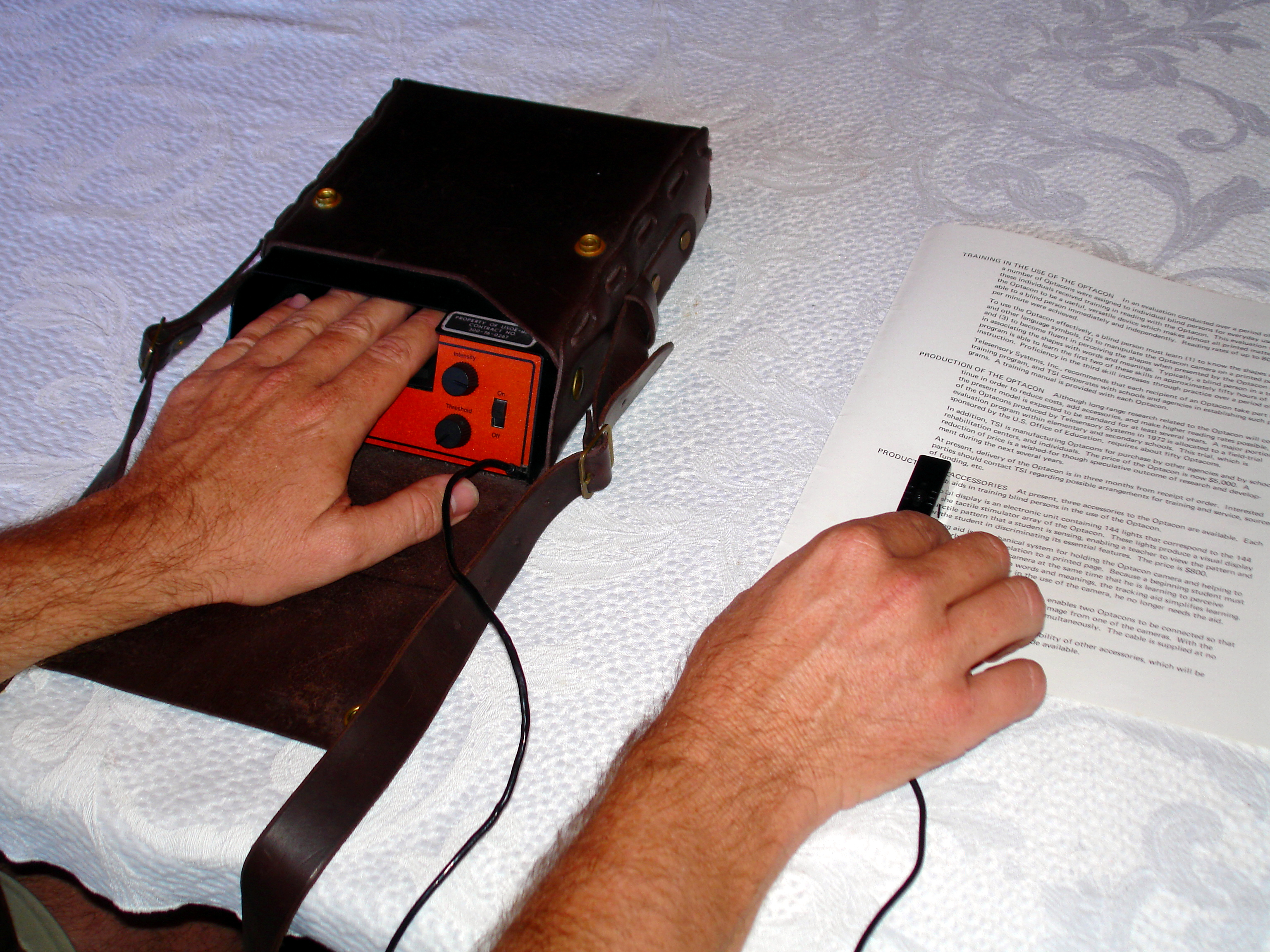
Optacon

Nel 1971 gli ingegneri Jim Bliss e John Linvill dell'Università di Stanford, dopo una ricerca nel campo della percezione tattile, fondarono una società, Telesensory Systems Inc., per produrre un apparecchio a stimolazione tattile ancora più sofisticato e pratico, che indicava in rilievo la forma effettiva di ciascuna lettera per mezzo di numerosi stimolatori disposti come su un reticolo. Questo apparecchio, denominato Optacon, utilizzava una sonda di lettura contenente un reticolo di ben centoquarantaquattro fototransistor in un circuito; facendo scorrere la testina su una riga stampata, ciascun numero, lettera o simbolo era decifrabile seguendo il suo contorno su un reticolo per meno di 24 x 6 stimolatori tattili, anche per mezzo di un solo dito. La persona non vedente mentre con una mano teneva la sonda di lettura, scorrendo le righe, poneva l'altra mano veniva su un gruppo di piccoli stimolatori tattili, che riproducevono i contorni di ogni lettera letta. Per riconoscere le lettere era sufficiente il polpastrello di un solo dito.
L'Optacon, inoltre, era un apparecchio relativamente portatile perché funzionava a pile e pesava all'incirca 3,5 kg. Da tutte le prove effettuate si ebbe un'impressione positiva, e l'apparecchio si dimostrò estremamente utile al non vedente, permettendogli l'espletamento di compiti che prima gli sarebbero stati assolutamente negati. Il limite massimo di velocità sfiorava le cento parole al minuto, e ne furono venduti oltre 12.000 unità fino al 1990 al prezzo di circa 3000 dollari ciascuno.

## Macchina da lettura di Kurzweil
Nel 1974, Kurzweil fondò una nuova società, la Kurzweil Computer Products, Inc. e diresse lo sviluppo del primo sistema di riconoscimento di caratteri denominato omni-font: un programma in grado di riconoscere testo scritto con qualsiasi carattere. Prima di allora, gli scanner erano in grado solo di leggere testo scritto con pochi tipi di caratteri. Decise che la migliore applicazione di questa tecnologia sarebbe stata creare una macchina per la lettura automatica che avrebbe consentito a persone non vedenti di comprendere testi scritti, grazie ad un computer che li avrebbe letti ad alta voce. Peraltro, un simile apparecchio richiedeva allora l'invenzione di due tecnologie fondative: lo scanner piano CCD ed il sintetizzatore vocale da testo a parlato. Sotto la sua direzione fu completato lo sviluppo di queste tecnologie e, il 13 gennaio 1976, il prodotto finito fu svelato durante una conferenza stampa condotta da lui e dai dirigenti della Federazione Nazionale Ciechi. Denominata "Macchina da lettura di Kurzweil" (Kurzweil Reading Machine), l'apparecchiatura occupava un'intera scrivania. Questo gli valse un ampio riconoscimento: il giorno in cui la macchina fu mostrata, Walter Cronkite la utilizzò per pronunciare il suo abituale slogan di fine trasmissione "And that's the way it is, January 13, 1976." Mentre ascoltava The Today Show, il musicista Stevie Wonder udì una dimostrazione dell'apparecchio ed acquistò il primo esemplare di produzione della Kurzweil Reading Machine, dando inizio ad un'amicizia tra i due durata una vita.